# Comtesse de la Châtre
Comtesse de la Châtre est une peinture réalisée en 1789 par la peintre française Élisabeth Vigée Le Brun. Elle fait partie de la collection du Metropolitan Museum of Art de New York. 

## Description
Le portrait représente la comtesse de la Châtre, Marie Charlotte Louise Perrette Aglaé Bontemps (1762-1848), fille de Louis Dominique Bontemps (1738-1766), premier valet de chambre du roi (1747-1766), gouverneur du Palais des Tuileries ; épouse du comte Claude-Louis de la Châtre et future épouse du marquis François Arnail de Jaucourt. Elle avait un penchant pour les robes en mousseline blanche, à la fois pour le quotidien et pour les portraits. 
L'artiste, Élisabeth Vigée Le Brun, est une peintre française qui a réalisé quelque 600 portraits en plus des paysages. 
L'œuvre est exposée à la galerie 631 du Metropolitan Museum. 